# Luftbrückendenkmal

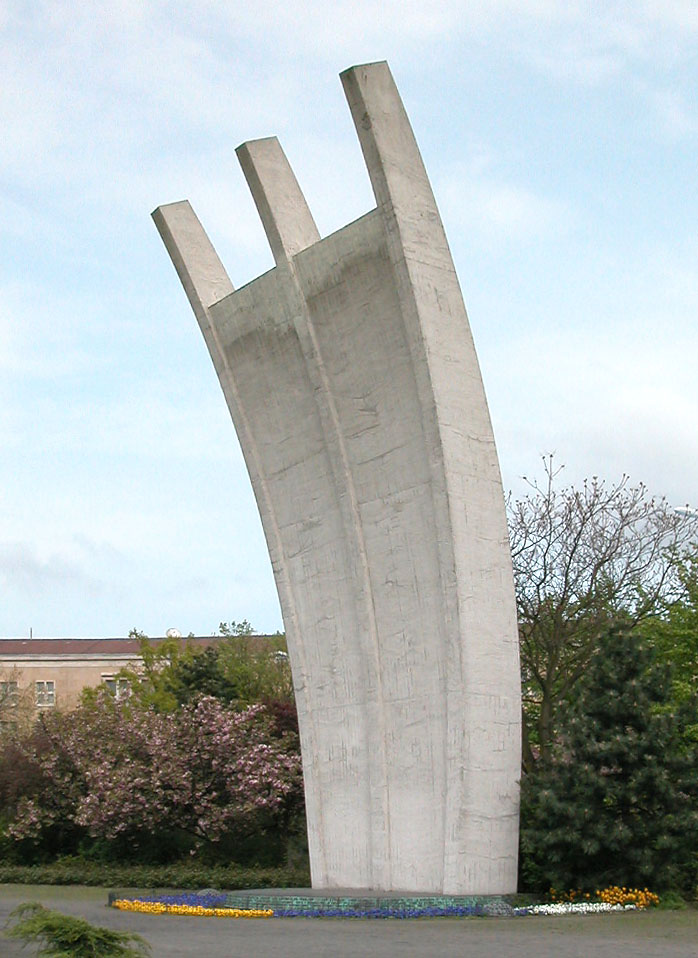
Luftbrückendenkmal på Platz der Luftbrücke vid Berlin-Tempelhofs flygplats i Berlin.

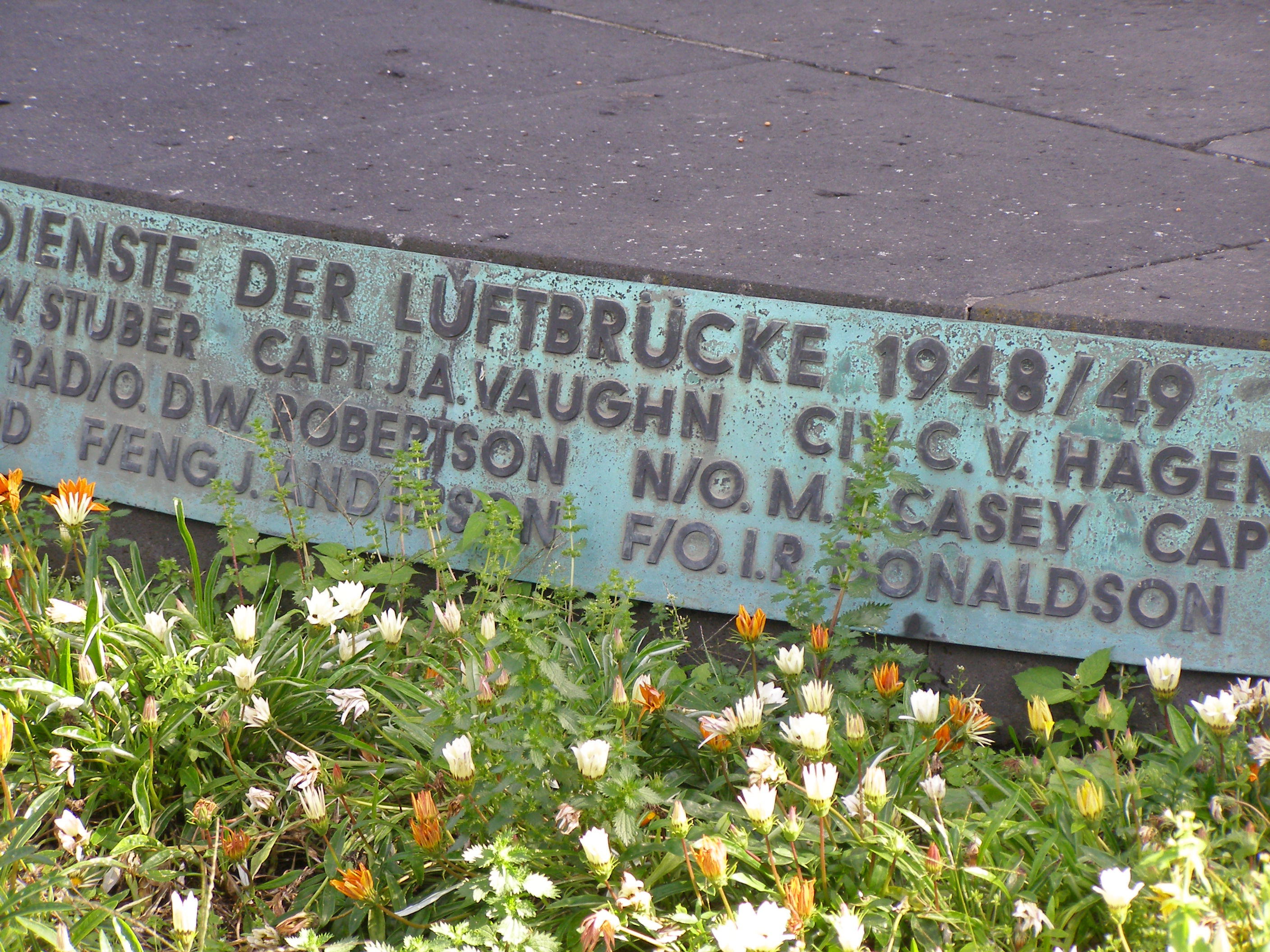
Luftbrückendenkmals sockel.

Luftbrückendenkmal (ung. "Luftbrominnesmärke") är ett betongmonument placerat i Berlin, Celle och Frankfurt am Main. I Berlin kallas det även för Hungerkralle - hungersklor eller Hungerharke - hungerräfsan.
Det är en skulptur uppförd 1951 i Berlin efter Eduard Ludwigs planer till minne av Berlinblockaden och Berlins luftbro som upprättades av västmakterna för Västberlins försörjning. Skulpturen ska påminna om luftbrons offer. De tre "taggarna" upptill symboliserar de tre delarna av Västberlins luftkorridor mellan Västberlin och Trizonen, senare Västtyskland. På sockeln står skriften: Sie gaben ihr Leben für die Freiheit Berlins im Dienste der Luftbrücke 1948/1949. Under denna skrift står namnen och tjänstegraderna över de som omkom vid olyckor i samband med luftbron. 
"Platz der Luftbrücke" är en knutpunkt för transport.
| Stad              | Koordinater                                        | Uppförd år |
| ----------------- | -------------------------------------------------- | ---------- |
| Berlin            | 52°29′2.8″N 13°23′14.6″Ö / 52.484111°N 13.387389°Ö | 1951       |
| Celle             | 52°36′2.7″N 10°1′24.0″Ö / 52.600750°N 10.023333°Ö  | 1988       |
| Frankfurt am Main | 50°2′16.37″N 8°35′44.2″Ö / 50.0378806°N 8.595611°Ö | 1985       |

## Galleri

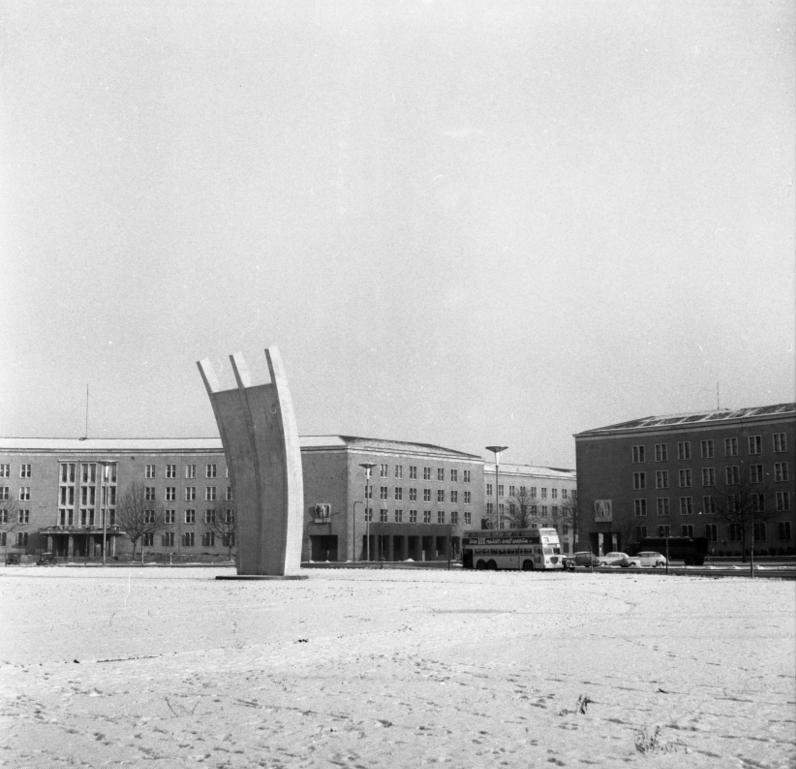
Luftbrückendenkmal i Berlin år 1954, rest 1951
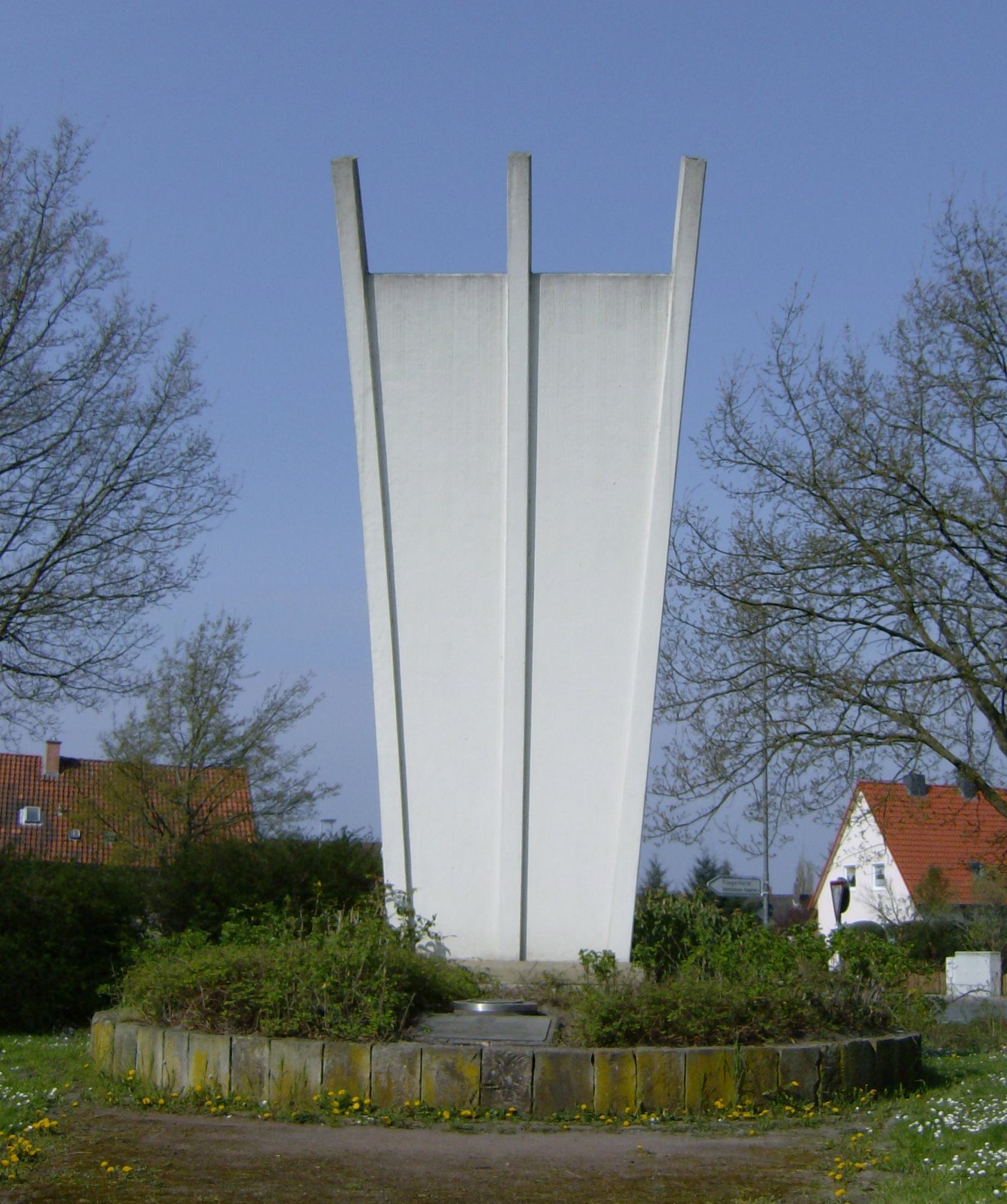
Luftbrückendenkmal i Celle invigd 1988
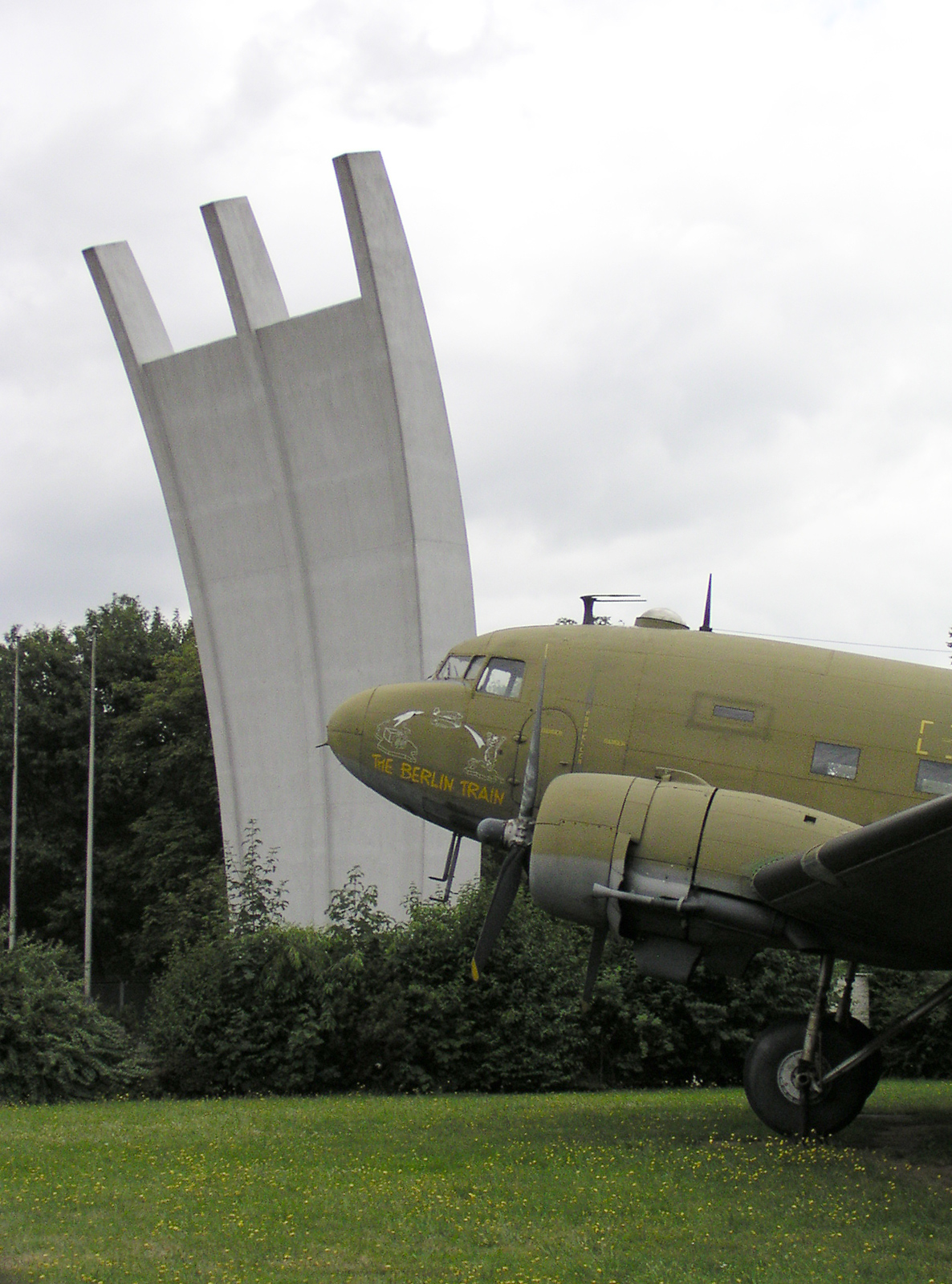
Luftbrückendenkmal i Frankfurt rest 1985